# Anomis rufescens
Anomis rufescens är en fjärilsart som beskrevs av Arnold Pagenstecher 1884. Anomis rufescens ingår i släktet Anomis och familjen nattflyn. Inga underarter finns listade i Catalogue of Life.